# Afrixalus orophilus
Espèce
Synonymes
- Megalixalus orophilus Laurent, 1947

Statut de conservation UICN

 LC  : Préoccupation mineure
Afrixalus orophilus est une espèce d'amphibiens de la famille des Hyperoliidae.

## Répartition
Cette espèce se rencontre généralement au-dessus de 1 500 m d'altitude, :
- dans la province du Kivu en République démocratique du Congo ;
- dans l'Ouest du Rwanda ;
- dans l'Ouest du Burundi ;
- dans le sud-ouest de l'Ouganda.

## Description
Afrixalus orophilus mesure de 19 à 27 mm pour les mâles et de 21 à 27 mm pour les femelles. 

## Publication originale
- Laurent, 1947 : Sur quelques rhacophorides nouveaux de Parc National Albert appartenant aux genres Megalixalus et Hyperolius.. Bulletin du Musée royal d'histoire naturelle de Belgique, vol. 23, p. 1-8.